# پرینس فردریک (مریلند)
پرینس فردریک (به انگلیسی: Prince Frederick) شهری در ایالت مریلند کشور ایالات متحده آمریکا است که جمعیت آن در سرشماری سال ۲۰۱۰ میلادی، ۲٬۵۳۸ نفر بوده‌است.